# Sakurasou no Pet na Kanojo
Sakurasou no Pet na Kanojo är en roman och anime som kretsar kring en gymnasieelev med namnet Sorata Kanda som bor i Sakurasou; en sovsal för problembarn på Soratas skola. En dag flyttar en söt tjej vid namnet Mashiro Shiina in, och hon råkar vara en fantastisk konstnär. Sorata ger sig själv ansvaret för att skydda Mashiro från de knasiga elverna i Sakurasou. Mashiro har en överraskande hemlighet: hon har ingen aning om hur man ska ta hand om sig själv. Hon går vilse när hon går ut och hennes rum är en röra. Soratas rumskamrater betecknar honom som Mashiros "husse", och således måste en vanlig pojke och en söt tjej leva som "en mästare och hans husdjur".